# Marzanowate

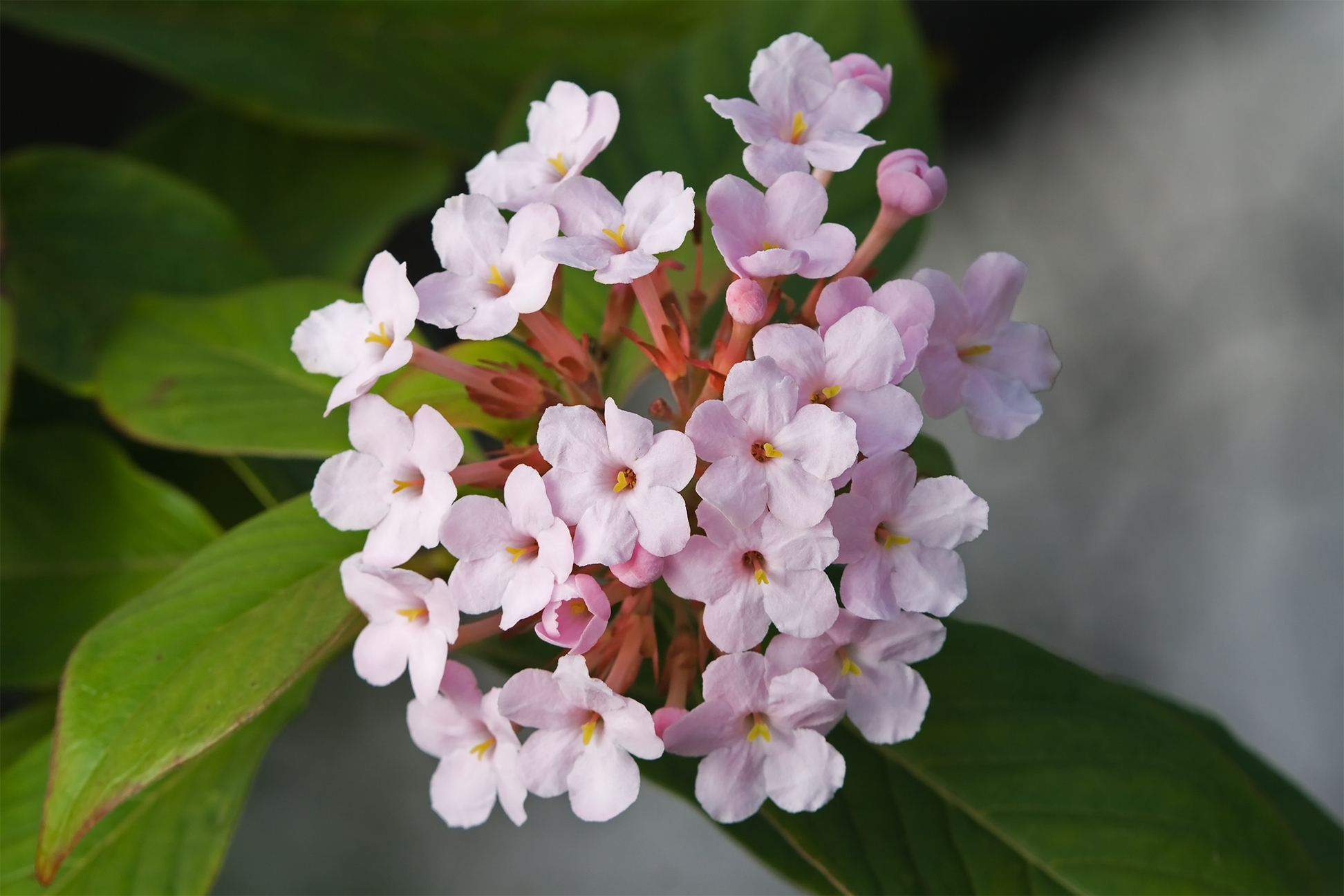
Luculia gratissima, Tasmania, Australia

Marzanowate (Rubiaceae) – rodzina roślin okrytonasiennych należąca do rzędu goryczkowców. Liczy ponad 13,1 tys. gatunków z 611 rodzajów, rosnących głównie w obszarach tropikalnych i subtropikalnych. Największe zróżnicowanie na Madagaskarze i w Andach. W Polsce występują przedstawiciele czterech rodzajów: marzanka (Asperula), przytulia (Galium), przytulinka (Cruciata) i rolnica (Sherardia). Do najważniejszych roślin użytkowych z tej rodziny należy szereg gatunków kawowca (Coffea). Liczni przedstawiciele zawierają silnie działające alkaloidy i znajdują zastosowanie jako rośliny lecznicze. Przykładem jest chinowiec lekarski (Cinchona officinalis), którego kora jest surowcem do otrzymywania chininy. Inne rośliny użytkowe i ozdobne z tej rodziny to m.in. przedstawiciele rodzajów: ipekakuana (Cephaelis), gardenia (Gardenia), iksora (Ixora), Morinda, Psychotria, marzana (Rubia), czepota (Uncaria).

## Morfologia
PokrójRośliny zielne (w podrodzinie Rubioideae) lub drzewiaste (pozostałe). Mają ulistnienie często okółkowe (albo pozornie okółkowe, gdy przylistki są podobne do liści i tworzą razem z nimi okółek).
KwiatyNiewielkie, zwykle w wiechowatych kwiatostanach, często skupione, 4 lub 5-krotne. Kielich zwykle drobny. Pręciki w jednym okółku międzyległe płatkom. Słupek dolny, dwukrotny.
OwoceZwykle rozłupnie lub torebki, rzadziej jagody.

## Systematyka
Pozycja systematyczna według APweb (aktualizowany system APG IV z 2016)
Klad bazalny w obrębie rzędu goryczkowców (Gentianales) z grupy astrowych spośród roślin okrytonasiennych.
|  | Gelsemiaceae            |
|  |                         |
|  | Loganiaceae loganiowate |
|  |                         |

|  | Gentianaceae goryczkowate |
|  |                           |
|  | Apocynaceae toinowate     |
|  |                           |

|  | Gelsemiaceae            |
|  |                         |
|  | Loganiaceae loganiowate |
|  |                         |

|  | Gentianaceae goryczkowate |
|  |                           |
|  | Apocynaceae toinowate     |
|  |                           |

|  | Gelsemiaceae            |
|  |                         |
|  | Loganiaceae loganiowate |
|  |                         |

|  | Gentianaceae goryczkowate |
|  |                           |
|  | Apocynaceae toinowate     |
|  |                           |

|  | Gelsemiaceae            |
|  |                         |
|  | Loganiaceae loganiowate |
|  |                         |

|  | Gentianaceae goryczkowate |
|  |                           |
|  | Apocynaceae toinowate     |
|  |                           |

Podział rodziny
W obrębie rodziny wyróżnia się trzy podrodziny z prawdopodobnie bazalną – Rubioideae Verdcourt, obejmującą rośliny zielne, w tym wszystkich przedstawicieli rodziny we florze polskiej. Obok głównie drzewiastych roślin z podrodzin Ixoroideae Rafinesque i Cinchonoideae Rafinesque, umieszczane są klasyfikowane poza nimi rodzaje Luculia, Coptosapelta i Acranthera.
|  | Luculia                                                     |
|  |                                                             |
|  | \| \| Coptosapelta \| \| \| \| \| \| Acranthera \| \| \| \| |
|  |                                                             |
|  | Coptosapelta                                                |
|  |                                                             |
|  | Acranthera                                                  |
|  |                                                             |

|  | Coptosapelta |
|  |              |
|  | Acranthera   |
|  |              |

|  | Ixoroideae    |
|  |               |
|  | Cinchonoideae |
|  |               |

|  | Luculia                                                     |
|  |                                                             |
|  | \| \| Coptosapelta \| \| \| \| \| \| Acranthera \| \| \| \| |
|  |                                                             |
|  | Coptosapelta                                                |
|  |                                                             |
|  | Acranthera                                                  |
|  |                                                             |

|  | Coptosapelta |
|  |              |
|  | Acranthera   |
|  |              |

|  | Ixoroideae    |
|  |               |
|  | Cinchonoideae |
|  |               |